# Яджудж і Маджудж
Яджу́дж і Маджу́дж (араб. يأجوج ومأجوج — йа'джу́дж ва ма'джу́дж) — в ісламській есхатології, племена, що наводять порчу на землі, що живуть на крайньому сході землі. Відповідають біблійним Гогу та Магогу.

## Зовнішній вигляд
Згідно з переказами, Яджудж та Маджудж мають величезні розміри. Деякі їх мають величезні вуха, якими можна закрити тіло. Деякі джерела стверджують протилежне — вони низькі на зріст і обличчя у них плоскі. Алішер Навої в Хамсі описує яджуджів з копицями волосся «сім п'ядей», величезними вухами, жовто-чорними обличчями, кабанячими іклами і іржаво-червоними бородами.

## Локалізація
Алішер Навої поміщає яджуджів на північ від Магріба по сусідству з країною Фаранг. Яджуджі нападають через гірську країну Кірван, яка є частиною ланцюга Каф.

## Зведення перешкоди
Яджудж та Маджудж є знаменами Судного дня і згадуються в сурі аль-Кахф.
Через те, що народи Яджудж і Маджудж наводили порчу на землі, праведник Зуль-Карнайн збудував між ними та рештою світу стіну. Щоночі вони риють підкоп під стіну, але Аллах вранці знищує все, що вони зробили.
Яджудж і Маджудж зможуть зруйнувати стіну після другого пришестя Іси ібн Мар'ям, і тоді вони заполонять всю землю. Згідно з Кораном, Яджудж і Маджудж будуть «прямувати вниз з кожної височини».

## Війна
Після того, як Іса ібн Марьям переможе Даджжаля, він поведе віруючих на війну проти племен Яджудж і Маджудж, які до цього часу підкорять всю землю і вб'ють величезну кількість людей. Яджудж і Маджудж вип'ють усю воду з великих річок і озер, і стрілятимуть по небесах. Іса ібн Марьям та його армія не зможуть перемогти їх, і тоді вони благатимуть Аллаха про допомогу. У відповідь на благання Аллах пошле на племена Яджудж і Маджудж черв'яків, які закупорять їх носи, роти та вуха.